# Kalimba de Luna
Kalimba de Luna è un brano musicale del 1984, vincitore della classifica della sezione big di Un disco per l'estate 1984, composto da Tony Esposito, Gianluigi Di Franco e Remo Licastro per il testo, e da Tony Esposito, Joe Amoruso, Mauro Malavasi, Remo Licastro per la musica, tratto dall'album di Tony Esposito Il grande esploratore.

## Descrizione
Pubblicato come singolo a maggio del 1984, raggiunse il 6º posto nelle classifiche svizzere e il 5º in quelle italiane. Il ritmo è scandito da tamburi del tipo tamborder suonati da Tony Esposito, mentre la voce è di Gianluigi Di Franco.

## Tracce

### LP
Lato A
Kalimba de Luna (testo e musica) Tony Esposito (testo e musica),  
Remo Licastro (testo e musica), Gianluigi Di Franco (testo), 
Joe Amoruso (musica), Mauro Malavasi (musica) 
|Durata1 = 4:59

## Formazione
- Tony Esposito - voce, cori, percussioni, drum machine, tastiera, arrangiamento
- Mauro Malavasi - flicorno, genis, cori ,tastiera, programmazione, tromba, campionatore, sintetizzatore, arrangiamento
- Gianluigi Di Franco - voce
- Remo Licastro - arrangiamento
Produzione
  - Mauro Malavasi – produzione, mixaggio, mastering

## Registrazione
- Studio Umbi Modena - Registrazione
- Trafalgar Recording Studios di Roma (Italia) - Missaggio, Mastering

## Cover
- Nell'agosto del 1984 i Boney M. incidono il brano in un 45 giri (Carrere – CRE A 4777), inserito nell'album Fantastic Boney M. (Hansa – 610 214-222).
- 1984 - I Pepe Goes to Cuba ne realizzarono una cover per il mercato tedesco (Teldec – 6.14211), ottenendo il 17º posto nelle classifiche del loro paese. Il brano è stato inserito nella compilation ¡Que lo baile, Que lo baile! (Victoria – VLP-97), pubblicata in Spagna.
- Nello stesso anno anche i Macho III[2] ne lanciarono una cover (Five Record – FM 13064), inserita nell'album del 2014 I'm a Man/Roll (New Fresh Records).
- 1984 - Dalida ne ha registrate due versioni: una in lingua inglese e una in francese, testo di Jean-Michel Bériat, Patrick Jaymes, in un 45 giri (Orlando International Shows – 13.604); quella in inglese fu anche remixata postuma nel 2010. L'album di provenienza è Dali (Orlando International Shows – 66.215).
- 1984 - Robert Marton nella compilation Super Nonstop - 20 Ulkomaista Hittiä (M&T Tuotanto – NS1002), pubblicata in Finlandia.
- 1984 - Agnetha Lindh, singolo per il mercato svedese (Planet Records – MOP 134).
- 1984 - Elvira nell'album Top Ten 2 - Internacionalni Hitovi, testo di Mišo Doležal (Jugoton – LSY-61977), pubblicato in Jugoslavia.
- 1987 - Sunshine Family, singolo (ZYX Records – 1340), pubblicato in Germania, Portogallo e Spagna; album España Boot Mix - Vol. 1/Dance Reunion Of The 70's (Galaxis – GLX 9038), pubblicato in Germania, Portogallo e Polonia.
- 1985 - Harry Holland & Dieter Reith, singolo per il mercato tedesco (CBS – CBS A 6100); album Magic Accordion (CBS – CBS 26281), pubblicato in Germania, Israele e Paesi Bassi.
- 1985 - 7 Seinähullua Veljestä, singolo per il mercato finlandese, testo di Raul Reiman (Rondo – ROS 91); compilation Kesä-Hitit (Finnlevy – FTV 25), pubblicata in Finlandia.
- 1985 - Party Service Band nell'album Neverending Party (Karussell – 825 764-4), pubblicato in Germania.
- 1991 - Saragossa Band nell'album Party with Saragossa Band (ZYX Records – ZYX 55002-1), pubblicato in Germania.
- 1991 - Gipsy Rumba nell'album Gipsy Rumba (Mistral Sound – CD 70060), pubblicato in Svizzera.
- 1994 - L.M. Project nell'album Dance in Italy Vol. 2 (Prandi Sound Records – CD - 002).
- 1995 - Goombay Dance Band, singolo (Columbia Records – COLSAMP 2837 2), pubblicato in Germania; album Caribbean Beach Party (CMC Records – 8231562).
- 1996 - The Caribbeans nell'album Macarena Party (BMG – 74321 40969 2).
- 1999 - Garcia con un EP pubblicato in Germania (Maad Records – 3984 27105-2), inserito nella compilation Deep 60 (Deep Records – DRCD 7/1999), pubblicata in Germania e Russia.
- 2000 - Yellow Mellow nell'album Good Vibrations (Universal – 159 309-2), pubblicato in Austria.
- 2011 - Lorenzo Polidori nell'album Kadin (Edizioni Musicali Bagutti – EB 404).
- Il 28 aprile 2015 il rapper napoletano Clementino ne utilizzò una versione remixata come base musicale per la canzone Luna. Benché il testo sia originale del rapper, il ritornello è lo stesso della versione del 1984.
- 2023 - Puritano feat. Tony Esposito nell'album Chi diavolo è Puritano?! (Aldebaran Records – ALDBN072LP).
- xxxx - The Biggest nell'album Hit Radio TV Vol. N. 6 (Aline Music – Al. 74), pubblicato in Francia.